# Duet (альбом Дорис Дэй и Андре Превина)
Duet — дуэтный студийный альбом американских исполнителей Дорис Дэй и Андре Превина, выпущенный в 1962 году на лейбле Columbia Records.

## Отзывы критиков
Брюс Эдер из AllMusic высоко оценил альбом, отметив, что это одна из лучших записей в карьере Дорис Дэй. По его мнению, альбом представляет Дэй в самой интимной музыкальной обстановке, а её фирменный стиль пения работает здесь в два раза лучше, чем на её пластинках эпохи свинга и ранних сольных проектах.

## Список композиций
| №  | Название                                     | Автор(ы)                    | Длительность |
| -- | -------------------------------------------- | --------------------------- | ------------ |
| 1. | «Close Your Eyes»                            | Бернис Петкер               | 3:14         |
| 2. | «Fools Rush In (Where Angels Fear to Tread)» | Руб Блум, Джонни Мерсер     | 3:55         |
| 3. | «Yes»                                        | Андре Превин, Дори Превин   | 3:28         |
| 4. | «Nobody’s Heart»                             | Ричард Роджерс, Лоренц Харт | 3:57         |
| 5. | «Remind Me»                                  | Джером Керн, Дороти Филдс   | 4:03         |
| 6. | «Who Are We to Say (Obey Your Heart)»        | Зигмунд Ромберг, Гас Кан    | 3:04         |

| №                   | Название                | Автор(ы)                        | Длительность |
| ------------------- | ----------------------- | ------------------------------- | ------------ |
| 1.                  | «Daydreaming»           | Андре Превин, Дори Превин       | 3:11         |
| 2.                  | «Give Me Time»          | Алек Уайлдер                    | 3:31         |
| 3.                  | «Control Yourself»      | Андре Превин, Дори Превин       | 3:00         |
| 4.                  | «Wait Till You See Him» | Ричард Роджерс, Лоренц Харт     | 3:08         |
| 5.                  | «My One and Only Love»  | Гай Вуд, Роберт Меллин          | 3:43         |
| 6.                  | «Falling in Love Again» | Сэмми Лернер, Фридрих Холлендер | 2:55         |
| Общая длительность: | Общая длительность:     | Общая длительность:             | 47:40        |

## Участники записи
- Дорис Дэй — вокал
- Андре Превин — фортепиано, аранжировки
- Ред Митчелл[англ.] — контрабас
- Фрэнк Кэпп[англ.] — ударные